# Boghdak
Boghdak (persiska: بغدک) är en ort i Iran.   Den ligger i provinsen Khuzestan, i den centrala delen av landet, 500 km söder om huvudstaden Teheran. Boghdak ligger 181 meter över havet och antalet invånare är 394.
Terrängen runt Boghdak är platt västerut, men österut är den kuperad. Runt Boghdak är det ganska tätbefolkat, med 58 invånare per kvadratkilometer. Närmaste större samhälle är Rāmhormoz, 3,5 km väster om Boghdak. Omgivningarna runt Boghdak är i huvudsak ett öppet busklandskap.